# Eurypegasus draconis
Eurypegasus draconis é uma espécie de peixe da família Pegasidae.
Pode ser encontrada nos seguintes países: África do Sul, Austrália, China, Egito, Fiji, Polinésia Francesa, Índia, Indonésia, Israel, Japão, Madagáscar, Maldivas, Ilhas Marshall, Maurícia, Micronésia, Moçambique, Nova Caledónia, Papua-Nova Guiné, as Filipinas, Reunião, Somália,  Sudão, Tanzânia, Vanuatu e Vietname.